# Xian de Laishui
Le xian de Laishui (涞水县 ; pinyin : Láishuǐ Xiàn) est un district administratif de la province du Hebei en Chine. Il est placé sous la juridiction de la ville-préfecture de Baoding.

## Démographie
La population du district était de 341 629 habitants en 1999.